# Provincia de Monte Cristi
Montecristi es una de las 32 provincias de la República Dominicana, ubicada en la región Noroeste del país. Montecristi fue fundada por Nicolás de Ovando en 1506 y repoblada por Juan de Bolaños y 60 familias de las Islas Canarias el 13 de mayo de 1533 (Archivo General de Indias).

Ciudad de San Fernando de Montecristi

La Primera fiesta Patronal de Montecristi fue Nuestra Señora del Rosario el 7 de octubre de 1533. Montecristi fue despoblado durante las devastaciones de Osorio en 1606, con cuya población y la de Puerto Plata se funda Monte Plata. Luego fue repoblado el 25 de abril de 1879, como Distrito Marino, para esa fecha del 1879 Montecristi cambia de patrona a padrón San Fernando de Montecristi celebrando su fecha el 30 de mayo y luego, en noviembre de 1907 como Provincia. Su capital es Montecristi.

## Historia

#### Época Precolombinay Colonial
Antes de la llegada de los europeos, la zona de Montecristi estaba habitada por los taínos, quienes vivían de la pesca, la caza y la agricultura. Con la llegada de Cristóbal Colón en su primer viaje en 1492, la región pasó a formar parte del sistema colonial español. Sin embargo, debido a su aridez y la falta de recursos explotables como el oro, Montecristi no se convirtió en un centro de gran importancia durante los primeros siglos de la colonización.

#### SiglosXVIIyXVIII: Piratería y Comercio
En el siglo XVII, Montecristi fue un lugar estratégico para el comercio marítimo y la piratería en el Caribe. Su proximidad con la isla Tortuga y otras bases piratas lo convirtió en un punto de intercambio clandestino. Durante el siglo XVIII, el comercio creció con la llegada de colonos canarios que impulsaron la agricultura y la ganadería.

#### SigloXIX: La Independencia y el Manifiesto de Montecristi
Montecristi jugó un papel crucial en la historia política de la República Dominicana. En 1854, fue declarada ciudad por el presidente Pedro Santana. Más tarde, en 1895, la ciudad fue testigo de un evento clave para la independencia de Cuba: el Manifiesto de Montecristi, firmado por el líder independentista cubano José Martí y el general dominicano Máximo Gómez. Este documento sentó las bases para la guerra de independencia cubana contra España.

#### SigloXX: Auge y Decadencia Económica
Durante las primeras décadas del siglo XX, Montecristi experimentó un auge económico impulsado por la producción y exportación de banano, tabaco y madera. Sin embargo, con la caída de la demanda y las políticas económicas cambiantes, la economía local se vio afectada. Durante la dictadura de Rafael Leónidas Trujillo (1930-1961), la ciudad sufrió un estancamiento y muchos de sus habitantes emigraron a otras regiones en busca de mejores oportunidades.

#### SigloXXI: Turismo y Desarrollo
En la actualidad, Montecristi ha comenzado a resurgir como destino turístico, destacándose por su belleza natural, su historia y su biodiversidad. Lugares emblemáticos como El Morro, los cayos de los Siete Hermanos y los restos de naufragios en sus aguas atraen a turistas nacionales e internacionales. La pesca, la salinización y el ecoturismo también son fuentes de ingresos clave para la provincia.

## Patrimonio Cultural

### Patrimonio y Cultura
Montecristi es una ciudad rica en cultura e historia. Su arquitectura victoriana refleja la influencia europea de finales del siglo XIX. La Iglesia San Fernando, el Reloj de Montecristi (diseñado por la firma de Gustave Eiffel) y la Casa Museo Máximo Gómez son algunos de sus principales atractivos históricos.
En términos culturales, Montecristi mantiene tradiciones como la pesca artesanal, las fiestas patronales de San Fernando y la producción de charamicos (artesanías de madera). Su gastronomía es famosa por el chivo liniero, un plato típico de la región.

## Clima

### Clima de Montecristi
Montecristi tiene un clima semiárido cálido (BSh en la clasificación de Köppen), lo que significa que es una de las zonas más secas de la República Dominicana. Sus principales características son:
- Altas temperaturas todo el año : Oscilan entre 25°C y 35°C, con picos más altos en verano.
- Pocas lluvias : Registra una baja pluviosidad, con precipitaciones anuales inferiores a 600 mm. La mayor parte del año, el cielo está despejado.
- Vientos alisios : Ayudan a refrescar el ambiente, especialmente en las tardes.
- Humedad baja a moderada: A diferencia de otras zonas del país, la humedad aquí no es tan sofocante.

### Desastres naturales
Si bien no es una zona especialmente propensa a desastres, Montecristi no está completamente exenta de riesgos:
- Huracanes y tormentas tropicales : Aunque la provincia está al norte y no siempre es el blanco directo de los ciclones, los huracanes pueden afectar la zona con lluvias y vientos fuertes (como lo hicieron Irma y María en 2017).
- Sequías : Debido a su clima árido, las sequías son comunes y pueden afectar la agricultura y el suministro de agua.

Huracán Jeanne

- Huracán JeanneInundaciones costeras : En algunas ocasiones, el oleaje fuerte y la subida del nivel del mar pueden causar daños en la zona costera.

En general, Montecristi es una de las provincias con menos lluvias y menos desastres naturales en comparación con otras partes del país. Su mayor reto es la sequía, que impacta la producción agrícola y ganadera.

## Cultura

### Carnaval

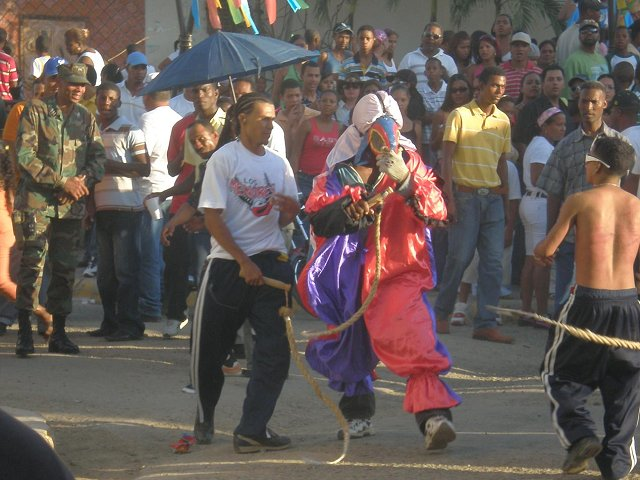
Carnaval de Montecristi.

Montecristi tiene una tradición de carnaval popular, muy singular y extraordinariamente simbólico, expresado privilegiadamente en Los Toros como personaje central, que se dramatiza con sus enfrentamientos con Los Civiles. Estos consisten en un verdadero duelo con foetes (látigos de cabuya con su rabiza entretejida), con los que se procura azotar o golpear al oponente, atemorizarlo y en última instancia, romperle la careta al toro o derribarlo.
Como "los civiles" tienen sus rostros desprotegidos, entre ambos bandos establecieron una regla que prohíbe a los toros lanzar foetazos a las caras de los civiles, o sea por encima de los hombros; en caso de violación, el toro que lo haga recibe la rechifla del público y se le llama la atención para que pida disculpas a su oponente y a comprometerse a no repetir esa mala acción.
Los Toros tienen el rostro cubierto con una máscara de lechón (cerdo), llamada careta (moldeada con varias capas de papel encolado) y usan vistosos trajes de colores, revestidos en su interior con material para protegerlos de los azotes de sus contrarios. Los Civiles en cambio, deben usar pantalones cortos y ropa normal. El civil que desafía a un toro, en un duelo individual y despojado de su camisa o camiseta, demuestra gran valentía y es aclamado por los entusiastas espectadores, quienes entre gritos lo levantan en hombros, escogiéndolo como el líder de los civiles por su coraje. Generalmente los brazos y espaldas de los civiles se llenan de ramalazos y cicatrices, que curan en unas cuantas semanas.
El ganador del encuentro es quien soporta con mayor éxito los embates del contrario o quien consigue derribar a su oponente.
Muchas otras tradiciones pintorescas pueden observarse en la celebración del carnaval en Montecristi, como la divertida Roba la Gallina, popular entre grandes y chicos. Este personaje usando pantalones cortos, piernas pintadas de blanco, cara cubierta de vistosos colores, sombrero muy adornado, con su inseparable sombrilla medio destartalada, camina de un lado a otro voceando: "Roba la Gallina" y un numeroso séquito de niños responde "Palos con ella", repitiendo ininterrumpidamente; siguiendo con la expresión: "Cundi macundi" y los niños responden "Cundillé". Recorren las principales calles del pueblo, se detienen frente a algún personaje importante en los negocios o de la política, e improvisan algún verso agradable para recibir la recompensa (monedas o golosinas) que será lanzada al aire y así los niños ven compensado su coro.
Símbolos mágicos-religiosos de purificaciones, valor, machismo y relaciones; le dan identidad al carnaval de Montecristi.

## Tradición
Dentro de las tradiciones de la provincia, se destacan las fiestas patronales de San Fernando, que se celebran cada 30 de mayo con actos religiosos, y las fiestas Patronales de San Lorenzo en Guayubin, la Altagracia en castañuelas cada 11 de enero y la de San José de Villa Vásquez cada 19 de marzo, donde se reúnen los residentes con los ausentes a disfrutar de encuentros deportivos, bailes, corridas en sacos, torneos de pesca, etc.
También la celebración del día la virgen de Las Mercedes el 24 de septiembre, día de San Juan Bautista, los días 24 de junio y el Carnaval de los Toros, eventos que son muy concurridos.
Cabe destacar que uno de sus principales patrimonios culturales es la primera pirámide de división territorial entre República Dominicana y Haití.

## Población
La población de esta provincia es de 109 607. Teniendo en lo urbano una población total de 58 224 y una población rural de 51 383.
Población por municipio:
Municipio de Montecristi
| Ciudad/Pueblo | Población urbana | Población rural | Total población |
| ------------- | ---------------- | --------------- | --------------- |
| Montecristi   | 15 141           | 9503            | 24 644          |

Municipio de Castañuelas
| Ciudad/Pueblo            | Población urbana | Población rural | Total Población |
| ------------------------ | ---------------- | --------------- | --------------- |
| Municipio de Castañuelas | 6175             | 8746            | 14 941          |
| Castañuelas              | 3770             | 5698            | 9468            |
| Palo Verde               | 2405             | 3048            | 5453            |

Municipio de Guayubín
| Ciudad/Pueblo      | Población urbana | Población rural | Total población |
| ------------------ | ---------------- | --------------- | --------------- |
| Municipio Guayubín | 13 067           | 22 856          | 35 923          |
| Guayubín           | 2678             | 9786            | 12 464          |
| Villa Elisa        | 3163             | 4267            | 7430            |
| Hatillo Palma      | 4668             | 4134            | 8802            |
| Cana Chapetón      | 2558             | 4629            | 7227            |

Municipio Las Matas De Santa Cruz
| Ciudad/Pueblo           | población urbana | Población rural | Total población |
| ----------------------- | ---------------- | --------------- | --------------- |
| Las Matas De Santa Cruz | 9481             | 1087            | 10 559          |

Municipio Pepillo Salcedo (Manzanillo)
| Ciudad/Pueblo                | Población urbana | Población rural | Total población |
| ---------------------------- | ---------------- | --------------- | --------------- |
| Pepillo Salcedo (Manzanillo) | 3679             | 5457            | 9136            |

Municipio Villa Vásquez
| Ciudad/Pueblo | Población urbana | Población rural | Total población |
| ------------- | ---------------- | --------------- | --------------- |
| Villa Vásquez | 10 681           | 3743            | 14 424          |

## Gastronomía
El plato más representativo de la provincia son los Platos elaborados a base de Chivo, que consiste en cabras cocinadas de diferentes formas; horneada, salada (se le conoce como tocino), guisada, en locrio, sancocho, asopado, hervido o al vapor. El chivo liniero en Hato del Medio Arriba, Guayubín en Montecristi posee el verdadero sabor Dominicano.
Aparte de este, gran variedad de comidas se encuentran en Montecristi, por la influencia de inmigrantes que se han radicado en el pueblo, desde hace más de 125 años, le dan una diversidad a la oferta local, nacional y extranjera en los restaurantes; estas comidas son tales como: La bandera (arroz, habichuela y carne), sancocho, asopado de mariscos, y muchos otros productos del mar y de agua dulce: Camarones, langostas, lambí, centollas, pulpos, meros, chillo, lisas, tilapias, cangrejo y otros.
En cuanto a bebidas, cabe destacar las siguientes: batida de lechosa, jugo de avena con limón, ponche, té de jengibre, "mabí de las inglesitas", entre otras.

## Municipios
Esta provincia está dividida en 6 municipios y 5 distritos municipales
- Castañuelas
  - Palo Verde (D.M.)
- Guayubín
  - Hatillo Palma (D.M.)
  - Villa Elisa (D.M.)
  - Cana Chapetón (D.M.)
- Las Matas de Santa Cruz
- Pepillo Salcedo (Manzanillo)
  - Santa María (D.M.)
- Montecristi
- Villa Vásquez

## Música
La tradición musical de Montecristi es rica y variada. En la cultura de este territorio se han fundido las raíces musicales autóctonas, hispánicas y africanas. El merengue y la bachata llenan día y noche los espacios de los pobladores. En esta zona se originaron algunas variantes regionales de música, como es el caso del denominado merengue liniero, del cual se derivé el llamado pambiche.

### Músicos y cantantes montecristeños
- Manuel Rueda, pianista ya citado.
- Luis Rivera (1901-1986). Músico y compositor. Fue el primer director dominicano que dirigió el Coro Nacional. Compuso la Rapsodia Dominicana n.º 1 para piano y orquesta. Dirigió la banda de música de la Policía Nacional y durante un tiempo la orquesta del cubano Ernesto Lecuona, máxima figura de la música cubana. Publicó la Antología Musical de la Era de Trujillo, 1930-1960.
- Gaspar Eugenio Isidor Silva (1918-1993). Gaspar Eugenio Isidor Silva fue considerado uno de los más grandes músicos de la provincia de Montecristi y uno de los propulsores de la música y el canto coral de la Región Noroeste en la época que le tocó vivir.

Desde temprana edad compartía su tiempo en la escuela, la música, la sastrería, el comercio y el Básquetbol, siendo integrante del equipo “Los Piratas de Montecristi”. 
A finales de la década del 1930 fundó y dirigió la Orquesta Selene. El Maestro Gaspar era pendolista y por su gran oído musical era capaz de escribir música dictada. Esa habilidad le permitía tocar los hits del momento porque su repertorio lo renovaba escuchando las canciones de Radio Habana Cuba y la Voz de los Estados Unidos. La Selene se mantuvo activa hasta 1952.
Participó en grupos musicales y se distinguió por su habilidad sobresaliente con el clarinete y el saxofón, llegando a ganarse el mote de ‘Pico de oro’. 
En el año 1955 fue nombrado director de la banda municipal de música de Montecristi.  
En 1960 funda el “Combo Sublime”, agrupación que reunió jóvenes músicos de gran valía.
Sus aportes en el área educativa fueron muy significativos; fue, por largos años, profesor de música en la escuela Rosa Smester, director de la banda municipal de música, profesor de la Academia de Música del Ayuntamiento y Director Regional de Canto Escolar de la Secretaría de Educación.
Su legado ha dejado grandes huellas en su pueblo natal. Como ejemplo de ese legado están: Domingo Lora, Carlitos Castillo, Erasmo Vargas (Compay), Puro Vargas (Purito), Billo Sánchez, José Porfirio Báez (Achin), Julito Peña (El Flecu), Tian Rojas, Monchito Vargas (Bulu), Pancho Tejeda, Claudio Castillo, Veloy Castillo, José Rivera, José Virgil, Antonio Vargas (el cacato), Bolívar de la Cruz (Poyoyo), Darío Peña (Paparin), Fredy Tavera, Ramón Marte, Víctor De La Cruz (Vitico), Geraldo Álvarez (Kaquito), Arturito Pelegrín, Manuel Virgil (Mañe), Jesús María Sosa, entre otros.
- Crispín Fernández. Nativo de Villa Vásquez. Fue miembro de la Orquesta Sinfónica Nacional. Formó parte de las agrupaciones de los destacados músicos caribeños como Tito Puente y Machito, y también del Combo Show y de Johnny Ventura, del Conjunto Quisqueya y de la Orquesta Internacional de Ramón Orlando.En los ochenta lideró a los denominados músicos de estudio. Se estima que para esa época participaba en la grabación de nueve de cada diez merengues de las más populares agrupaciones fundó y dirige todavía el Grupo Licuado, que funde el jazz con la música dominicana.
- Nicanor Rivera
- Chichi Sánchez
- José Rivera, padre de Tulile.
- Manuel – Manny- Rivera (Tulile). (Se crio en Montecristi).

### Cantantes
- Gladis Pérez (1937) Soprano.(Villa Vásquez)
- Xiomara Fortuna (nativa del barrio Santa Bárbara de Montecristi).
- Ramón Fernando Villalona Reyes (El Mayimbe). Nació en Montecristi el 7 de mayo de 1955, aunque su familia es de Loma de Cabrera. Recibió el Soberano en los Premios Casandra 2003.
- Fabio Sanabia
- Aquiles de la Rosa
- Alicia Paniagua
- Eduard Domínguez
- Arismendy Miguel
- Julio Grisanty
- Claudio Santiago

### Merengueros típicos
- Tato Martínez (Villa Vásquez)
- Héctor Jiménez Ortiz (Villa Vásquez)
- Narciso Francisco (Villa Vásquez)
- Pedro Lantigua
- Naíto Sosa (Manzanillo)
- Gina Castillo

### Bachateros
La comunidad de Santa María tiene la particularidad de haber dado al país tres bachateros de renombre, que son los siguientes:
- Anthony Santos quien reside hoy en el distrito municipal de Santa María
- Luis Vargas reside en Miami
- Raulín Rodríguez ("El Cacique del Amargue"). Quien sigue residiendo en el distrito municipal de Santa María
- Manni Yovanny
- Félix Valoy Castillo (El Gato de la Bachata)
- Félix José (El Soberano de la Bachata)